# سالفاتوري روسو
سالفاتوري روسو (بالإيطالية: Salvatore Russo)‏ (12 يوليو 1971 ساليرنو إيطاليا - ) هو لاعب كرة قدم إيطالي، يلعب كلاعب وسط، لعب 363 مباراة وسجل 15 هدف.

## مسيرته

### مسيرته مع الأندية
- 1989 - 1990 لعب مع Fidelis Andria 2018 [الإنجليزية]‏ مباراة.
- 1990 - 1996 لعب مع SSD Ischia Calcio [الإنجليزية]‏ 26 مباراة.
- 1995 - 1996 لعب مع U.S. Boys Caivanese  [لغات أخرى]‏ 18 مباراة سجل خلالها 3 أهداف.
- 1996 - 1998 لعب مع ASD Battipagliese [الإنجليزية]‏ 55 مباراة سجل خلالها 4 أهداف.
- 1998 - 2000 لعب مع إيه جي نوسرينا 1910 [الإنجليزية]‏ 49 مباراة سجل خلالها هدف.
- 2000 - 2004 لعب مع نادي أنكونا 122 مباراة سجل خلالها 5 أهداف.
- 2004 - 2006 لعب مع نادي ترنانا 65 مباراة سجل خلالها هدف.
- 2004 - 2011 لعب مع نادي ساليرنيتانا 15 مباراة سجل خلالها هدف.
- 2011 - 2012 لعب مع Paganese Calcio 1926 [الإنجليزية]‏ 12 مباراة.

## روابط خارجية
- سالفاتوري روسو على موقع قاعدة بيانات كرة القدم.إي يو (الإنجليزية)
- سالفاتوري روسو على موقع Soccerway.com (الإنجليزية)
- سالفاتوري روسو على موقع عالم كرة القدم.نت (الإنجليزية)